# Municipio de Stanton (Míchigan)
El municipio de Stanton (en inglés: Stanton Township) es un municipio ubicado en el condado de Houghton en el estado estadounidense de Míchigan. En el año 2010 tenía una población de 1419 habitantes y una densidad poblacional de 4,43 personas por km².

## Geografía
El municipio de Stanton se encuentra ubicado en las coordenadas 47°5′28″N 88°46′45″O / 47.09111, -88.77917. Según la Oficina del Censo de los Estados Unidos, el municipio tiene una superficie total de 320.4 km², de la cual 316,97 km² corresponden a tierra firme y (1,07 %) 3,43 km² es agua.

## Demografía
Según el censo de 2010, había 1419 personas residiendo en el municipio de Stanton. La densidad de población era de 4,43 hab./km². De los 1419 habitantes, el municipio de Stanton estaba compuesto por el 98,52 % blancos, el 0,07 % eran afroamericanos, el 0,28 % eran amerindios, el 0,28 % eran asiáticos, el 0,07 % eran de otras razas y el 0,78 % eran de una mezcla de razas. Del total de la población el 0,42 % eran hispanos o latinos de cualquier raza.